# Pseudasteron simile
Pseudasteron simile là một loài nhện trong họ Zodariidae. Chúng được Rudy Jocqué & Barbara C. Baehr miêu tả năm 2001, thường xuất hiện ở vùng Queensland..